# Янки из Коннектикута при дворе короля Артура
«Я́нки из Конне́ктикута при дворе́ короля́ Арту́ра» (англ. A Connecticut Yankee in King Arthur’s Court) — роман Марка Твена, впервые опубликованный в 1889 году. Это одно из первых описаний путешествий во времени в литературе, за 6 лет до «Машины времени» Герберта Уэллса (1895). В первой половине роман в сатирическом духе высмеивает рыцарские романы о средневековье, во второй акцент смещается к социально-политической критике монархизма, рыцарства, дворянства, рабовладельчества, произвола церкви и прочих атрибутов феодального уклада.

## Сюжет
Типичный янки из штата Коннектикут конца XIX века получает во время драки удар ломом по голове и теряет сознание. Очнувшись, он обнаруживает, что попал в эпоху британского короля Артура (VI век), героя многих рыцарских романов.
Предприимчивый янки немедленно находит место при дворе короля в качестве волшебника, потеснив старого Мерлина. Используя свои знания науки, техники и истории, он начинает преобразовывать британское общество по образцу современной ему Америки. Янки удаётся добиться больших успехов, прежде чем его «колдовская» деятельность вызывает активное противодействие церкви и рыцарства, и те объявляют ему войну.

## Идея
Рассказ, ведущийся как юмористический анекдот, передаёт лейтмотивом идею о неизбежном крахе утопических идей индустриальной эпохи. Главный герой, поначалу не принимающий Средневековье, ностальгирует по душевной чистоте людей, неиспорченных стяжательством.

## Экранизации
Популярный сюжет был неоднократно экранизирован:
- 1921 — немой фильм «A Connecticut Yankee in King Arthur’s Court» (Fox Film Corporation) режиссёра Эммета Дж. Флинна, США;
- 1927 — мюзикл «A Connecticut Yankee», США;
- 1931 — фильм «A Connecticut Yankee» с Уиллом Роджерсом, США
- 1949 — музыкальный фильм «A Connecticut Yankee in King Arthur’s Court», США;
- 1960 — телевизионная адаптация с Теннесси Эрни Фордом;
- 1970 — 74-минутный мультфильм Зорана Янича;
- 1978 — как серия «A Connecticut Yankee in King Arthur’s Court» в «Однажды в классике»[2];
- 1979 — фильм компании «Дисней» «Unidentified Flying Oddball»[3]
- 1988 — «Новые приключения янки при дворе короля Артура», СССР;
- 1989 — телефильм Пола Зиндела с Кешиа Найт Пуллиам в главной роли[4].
- 1998 — «Рыцарь Камелота» режиссёра Роджера Янга

### Пародии
- Серия «Сэр Винт Разболтайло» мультсериала «Утиные истории»;
- 1992—1993 — мультсериал «Король Артур и рыцари без страха и упрёка» со схожим сюжетом;
- 1995 — «Первый рыцарь при дворе короля Артура» режиссёра Майкла Готтлиба;
- 1998 — комедия «Рыцарь Камелота». В главной роли Вупи Голдберг;
- 2001 — комедия «Чёрный рыцарь».
- 2006 — Губка Боб «Остолопы и драконы».

### Упоминания
- В 23 серии 5 сезона сериала «Однажды в сказке» упомянут в качестве отсылки.